# Weltmeisterschaft im Weihnachtsbaumwerfen
Die „Weltmeisterschaft im Weihnachtsbaumwerfen“ findet im Rahmen des Knutfestes (Anfang Januar) in der pfälzischen Gemeinde Weidenthal statt. Seit 2007 wird der Wettbewerb im Jahresrhythmus auf dem Gemeindesportplatz ausgetragen, Veranstalter ist der FC „Wacker“ Weidenthal. Das Ziel der Teilnehmer besteht darin, im Dreikampf (bestehend aus Hochwurf, Schleuderwurf und Weitwurf) die beste Gesamtleistung zu erreichen. Nationale und internationale Medien berichten regelmäßig über die Veranstaltung.

## Geschichte
Im Jahr 2003 richtete der FC Wacker Weidenthal zum ersten Mal ein Knutfest nach schwedischem Vorbild aus. Vier Jahre später wurde in Weidenthal – vom Weihnachtsbaumwerfen beim Einrichtungsunternehmen IKEA inspiriert – die erste „Weltmeisterschaft“ in dieser Sportart veranstaltet, an der sich etwa 40 Wettbewerber beteiligten.
Bedingt durch die COVID-19-Pandemie in Deutschland mussten die Weltmeisterschaften 2021 und 2022 abgesagt werden.
In der westirischen Stadt Ennis findet, unabhängig von der Veranstaltung in Weidenthal, seit 2012 alljährlich im Januar die Irish Christmas Tree Throwing Championship statt. Seit 2023 findet auch in Waldbreitbach ein Weihnachtsbaumwerfen als spaßbetonter Werferdreikampf statt, als Saisonabschluss im Weihnachtsdorf Waldbreitbach.
Neben regionaler und nationaler Presse berichteten auch Massenmedien aus Italien (DireDonna), Kanada (Montreal Gazette), Neuseeland (TV3) Polen (TVN24), Russland (Perwy kanal) Spanien (Marca), dem Vereinigten Königreich (BBC, The Daily Telegraph), den Vereinigten Staaten (The Huffington Post) und Vietnam (Người Lao Động) sowie Euronews über die Veranstaltung.

## Regeln
Der Wettbewerb wird als Dreikampf mit etwa 1,50 Meter hohen Fichtenbäumen aus dem Gemeindewald ausgetragen. Beim Hochwurf (dem Hochsprung entsprechend) muss der Weihnachtsbaum über eine höhenverstellbare Latte geworfen werden, die bei entsprechenden Berührungen herunterfallen kann (Fehlversuch). Beim Schleuderwurf (dem Hammerwurf entsprechend) wird das untere Ende des Baumstamms an einem elastischen Seil angebracht, mit dessen Hilfe der Weihnachtsbaum nach mindestens einer vollen Umdrehung geschleudert wird. Beim Weitwurf (dem Speerwurf entsprechend) muss der Weihnachtsbaum nach einem Anlauf über eine möglichst große Distanz geworfen werden. Den Teilnehmern stehen jeweils drei Versuche zur Verfügung, Gewinner des Wettbewerbs (ausgetragen getrennt nach Männern und Frauen) sind die Teilnehmer mit der besten Gesamtleistung.

## Statistiken

### Medaillengewinner
Die erfolgreichsten Teilnehmer und „Rekordweltmeister“ sind Frank Schwender aus Frankeneck mit sieben Titelgewinnen (2011–2013, 2016, 2018, 2020, 2024) und Margret Klein-Raber aus Siersburg mit fünf Titelgewinnen (2019–2025). Zwei Weltmeisterschaften gewinnen konnten Elisabeth Heilmann (2008, 2009), Sandra Schreiner (2015, 2018), Christopher Milloth (2017, 2019) und Jürgen Weis (2023, 2025).
| Veranstaltung | Gold                                 | Gold    | Silber                             | Silber  | Bronze                             | Bronze  |
| ------------- | ------------------------------------ | ------- | ---------------------------------- | ------- | ---------------------------------- | ------- |
| 2007          | Hagen Fredrich (Haßloch)             | 16,11 m | Frank Schwender (Frankeneck)       | 15,53 m | Stefan Schwarz (Dillingen)         | 15,05 m |
| 2008          | Peter Schlenz (Neustadt)             | 20,45 m | Thomas Löffler (Weidenthal)        | 19,38 m | Josef Zeman (Worms)                | 19,35 m |
| 2009          | Hartmut Throm (Weitersweiler)        | 19,90 m | Frank Schwender (Frankeneck)       | 19,50 m | Peter Schlenz (Neustadt)           | 18,80 m |
| 2010          | Matthias Bastel (Hockenheim)         | 24,50 m | Frank Schwender (Frankeneck)       | 24,20 m | Egon Doll (Mußbach)                | 23,70 m |
| 2011          | Frank Schwender (Frankeneck) (1)     | 25,00 m |                                    |         |                                    |         |
| 2012          | Frank Schwender (Frankeneck) (2)     | 20,03 m | Mike Ross (Elmstein)               | 18,97 m | Ully Zahn (Böhl-Iggelheim)         | 18,92 m |
| 2013          | Frank Schwender (Frankeneck) (3)     | 22,45 m | Ully Zahn (Böhl-Iggelheim)         | 22,24 m | Holger Koch (Haßloch)              | 22,10 m |
| 2014          | Holger Karch (Haßloch)               | 22,51 m | Ully Zahn (Böhl-Iggelheim)         | 21,35 m | Hubert Fielenbach (Ubstadt-Weiher) | 20,35 m |
| 2015          | Hubert Fielenbach (Ubstadt-Weiher)   | 20,95 m | Johannes Weilacher (Hatzenbühl)    | 19,97 m | Sebastian Weilacher (Hatzenbühl)   | 19,66 m |
| 2016          | Frank Schwender (Frankeneck) (4)     | 25,01 m | Hubert Fielenbach (Ubstadt-Weiher) | 22,67 m | Peter Schlenz (Königsbach)         | 21,79 m |
| 2017          | Christopher Milloth (Weidenthal) (1) | 23,54 m | Frank Schwender (Frankeneck)       | 22,75 m | Andre Stober (Mutterstadt)         | 21,03 m |
| 2018          | Frank Schwender (Frankeneck) (5)     | 22,47 m | Johannes Weilacher (Hatzenbühl)    | 22,03 m | Sebastian Weilacher (Hatzenbühl)   | 21,46 m |
| 2019          | Christopher Milloth (Weidenthal) (2) | 23,90 m | Frank Schwender (Frankeneck)       | 23,15 m | Frank Lawall (Kindenheim)          | 22,85 m |
| 2020          | Frank Schwender (Frankeneck) (6)     | 23,17 m | Clemens Hötger (Kaiserslautern)    | 22,49 m | Alexander Lux (Lindenberg)         | 22,27 m |
| 2023          | Jürgen Weis (Ürzig) (1)              | 22,64 m | Matthias Baumann (Weidenthal)      | 22,48 m | Frank Schwender (Frankeneck)       | 21,93 m |
| 2024          | Frank Schwender (Frankeneck) (7)     | 21,43 m | Jürgen Weis (Ürzig)                | 20,91 m | Josef Zeman (Worms)                | 20,81 m |
| 2025          | Jürgen Weis (Ürzig) (2)              | 20,29 m | Marc Schlegel (Weidenthal)         | 19,76 m | Frank Schwender (Frankeneck)       | 18,84 m |

| Veranstaltung | Gold                                  | Gold              | Silber                             | Silber            | Bronze                           | Bronze            |
| ------------- | ------------------------------------- | ----------------- | ---------------------------------- | ----------------- | -------------------------------- | ----------------- |
| 2007          | nicht ausgetragen                     | nicht ausgetragen | nicht ausgetragen                  | nicht ausgetragen | nicht ausgetragen                | nicht ausgetragen |
| 2008          | Elisabeth Heilmann (Bad Dürkheim) (1) | 11,90 m           | Anna Reinhart (Bad Dürkheim)       | 11,55 m           | Karin Mucha-Rybinski (Carlsberg) | 10,30 m           |
| 2009          | Elisabeth Heilmann (Bad Dürkheim) (2) | 12,30 m           | Karin Mucha-Rybinski (Carlsberg)   | 10,05 m           | Monika Heilmann (Bad Dürkheim)   | 08,95 m           |
| 2010          | Anna Reinhart (Bad Dürkheim)          | 14,35 m           | Karin Mucha-Rybinski (Carlsberg)   | 12,85 m           | Elisabeth Heilmann (Mannheim)    | 12,40 m           |
| 2011          | Uschi Schlenz (Königsbach)            | 14,45 m           |                                    |                   |                                  |                   |
| 2012          | Susanne Kermann (Neustadt)            | 11,29 m           | Ria Thielmann (Hochdorf-Assenheim) | 10,84 m           | Helga Riedel (Kaiserslautern)    | 10,22 m           |
| 2013          | Kerstin Blank (Speyer)                | 12,05 m           | Helga Riedel (Kaiserslautern)      | 12,02 m           | Petra Koblischke (Neustadt)      | 11,05 m           |
| 2014          | Felizitas Weilacher (Hatzenbühl)      | 12,39 m           | Alexandra Köpper (Römerberg)       | 12,20 m           | Theresa Hoffmann (Hatzenbühl)    | 11,45 m           |
| 2015          | Sandra Schreiner (Maximiliansau) (1)  | 12,25 m           | Alexandra Köpper (Römerberg)       | 12,17 m           | Sabine Deichsel (Hambach)        | 12,04 m           |
| 2016          | Cora Möbius (Wachenheim)              | 15,41 m           | Sabine Deichsel (Hambach)          | 14,40 m           | Sandra Schreiner (Maximiliansau) | 13,09 m           |
| 2017          | Alexandra Köpper (Römerberg)          | 15,95 m           | Celina Böhm (Hanhofen)             | 15,34 m           | Sandra Schreiner (Maximiliansau) | 14,70 m           |
| 2018          | Sandra Schreiner (Maximiliansau) (2)  | 14,38 m           | Celina Böhm (Hanhofen)             | 14,30 m           | Cora Möbius (Wachenheim)         | 14,09 m           |
| 2019          | Margret Klein-Raber (Siersburg) (1)   | 20,20 m           | Christa Rieß (Eich)                | 17,47 m           | Heidrun Böchler (Limburgerhof)   | 15,18 m           |
| 2020          | Margret Klein-Raber (Siersburg) (2)   | 17,47 m           | Annika Lange (Kaiserslautern)      | 16,18 m           | Cora Möbius (Wachenheim)         | 16,15 m           |
| 2023          | Margret Klein-Raber (Siersburg) (3)   | 18,29 m           | Anna Brachwitz (Essen)             | 15,83 m           | Cora Möbius (Wachenheim)         | 15,37 m           |
| 2024          | Margret Klein-Raber (Siersburg) (4)   | 16,95 m           | Anna Brachwitz (Essen)             | 14,83 m           | Cora Möbius (Wachenheim)         | 12,52 m           |
| 2025          | Margret Klein-Raber (Siersburg) (5)   | 14,67 m           | Lisa Magin-Wildt (Frankenthal)     | 12,21 m           | Susanne Kermann (Neustadt)       | 10,80 m           |

### „Weltrekorde“
Als „Weltrekordhalter“ gelten bei den Männern Frank Schwender aus Frankeneck mit 25,01 m (2016) und bei den Frauen Margret Klein-Raber aus Siersburg, eine mehrfache Weltmeisterin bei den World Masters Athletics Championships, mit 20,20 m (2019).
| Austragung | Hochwurf | Schleuderwurf                                                                            | Weitwurf                              | Gesamtleistung                         |
| ---------- | --- | ---------------------------------------------------------------------------------------- | ------------------------------------- | -------------------------------------- |
| 2007       | Frank Schwender (Frankeneck) – 3,25 m | Markus Stollhof (Dammheim) – 5,90 m                                                      | Frank Schwender (Frankeneck) – 7,78 m | Hagen Fredrich (Haßloch) – 16,11 m     |
| 2008       | Steffen Drayß (Meckenheim) – 3,75 m | Peter Schlenz (Neustadt) – 8,70 m                                                        | Josef Zeman (Worms) – 9,15 m          | Peter Schlenz (Neustadt) – 20,45 m     |
| 2009       | Frank Schwender (Frankeneck) – 5,00 m | Peter Schlenz (Neustadt) – 8,70 m                                                        | Frank Schwender (Frankeneck) – 9,40 m | Peter Schlenz (Neustadt) – 20,45 m     |
| 2010       | Matthias Bastel (Hockenheim) – 5,25 m Egon Doll (Mußbach) – 5,25 m Martin Haag (Appenthal) – 5,25 m Timo Reinhart (Bad Dürkheim) – 5,25 m Frank Schwender (Frankeneck) – 5,25 m Christopher Milloth (Weidenthal) – 5,25 m (2016) | Peter Schlenz (Neustadt) – 8,70 m                                                        | Egon Doll (Mußbach) – 10,95 m         | Matthias Bastel (Hockenheim) – 24,50 m |
| 2011       | Matthias Bastel (Hockenheim) – 5,25 m Egon Doll (Mußbach) – 5,25 m Martin Haag (Appenthal) – 5,25 m Timo Reinhart (Bad Dürkheim) – 5,25 m Frank Schwender (Frankeneck) – 5,25 m Christopher Milloth (Weidenthal) – 5,25 m (2016) | Frank Schwender (Frankeneck) – 10,30 m Christopher Milloth (Weidenthal) – 10,30 m (2019) | Egon Doll (Mußbach) – 10,95 m         | Frank Schwender (Frankeneck) – 25,00 m |
| 2012       | Matthias Bastel (Hockenheim) – 5,25 m Egon Doll (Mußbach) – 5,25 m Martin Haag (Appenthal) – 5,25 m Timo Reinhart (Bad Dürkheim) – 5,25 m Frank Schwender (Frankeneck) – 5,25 m Christopher Milloth (Weidenthal) – 5,25 m (2016) | Frank Schwender (Frankeneck) – 10,30 m Christopher Milloth (Weidenthal) – 10,30 m (2019) | Egon Doll (Mußbach) – 10,95 m         | Frank Schwender (Frankeneck) – 25,00 m |
| 2013       | Matthias Bastel (Hockenheim) – 5,25 m Egon Doll (Mußbach) – 5,25 m Martin Haag (Appenthal) – 5,25 m Timo Reinhart (Bad Dürkheim) – 5,25 m Frank Schwender (Frankeneck) – 5,25 m Christopher Milloth (Weidenthal) – 5,25 m (2016) | Frank Schwender (Frankeneck) – 10,30 m Christopher Milloth (Weidenthal) – 10,30 m (2019) | Egon Doll (Mußbach) – 10,95 m         | Frank Schwender (Frankeneck) – 25,00 m |
| 2014       | Matthias Bastel (Hockenheim) – 5,25 m Egon Doll (Mußbach) – 5,25 m Martin Haag (Appenthal) – 5,25 m Timo Reinhart (Bad Dürkheim) – 5,25 m Frank Schwender (Frankeneck) – 5,25 m Christopher Milloth (Weidenthal) – 5,25 m (2016) | Frank Schwender (Frankeneck) – 10,30 m Christopher Milloth (Weidenthal) – 10,30 m (2019) | Egon Doll (Mußbach) – 10,95 m         | Frank Schwender (Frankeneck) – 25,00 m |
| 2015       | Matthias Bastel (Hockenheim) – 5,25 m Egon Doll (Mußbach) – 5,25 m Martin Haag (Appenthal) – 5,25 m Timo Reinhart (Bad Dürkheim) – 5,25 m Frank Schwender (Frankeneck) – 5,25 m Christopher Milloth (Weidenthal) – 5,25 m (2016) | Frank Schwender (Frankeneck) – 10,30 m Christopher Milloth (Weidenthal) – 10,30 m (2019) | Egon Doll (Mußbach) – 10,95 m         | Frank Schwender (Frankeneck) – 25,00 m |
| 2016       | Matthias Bastel (Hockenheim) – 5,25 m Egon Doll (Mußbach) – 5,25 m Martin Haag (Appenthal) – 5,25 m Timo Reinhart (Bad Dürkheim) – 5,25 m Frank Schwender (Frankeneck) – 5,25 m Christopher Milloth (Weidenthal) – 5,25 m (2016) | Frank Schwender (Frankeneck) – 10,30 m Christopher Milloth (Weidenthal) – 10,30 m (2019) | Egon Doll (Mußbach) – 10,95 m         | Frank Schwender (Frankeneck) – 25,01 m |
| 2017       | Christopher Milloth (Weidenthal) – 5,50 m | Frank Schwender (Frankeneck) – 10,30 m Christopher Milloth (Weidenthal) – 10,30 m (2019) | Egon Doll (Mußbach) – 10,95 m         | Frank Schwender (Frankeneck) – 25,01 m |
| 2018       | Christopher Milloth (Weidenthal) – 5,50 m | Frank Schwender (Frankeneck) – 10,30 m Christopher Milloth (Weidenthal) – 10,30 m (2019) | Egon Doll (Mußbach) – 10,95 m         | Frank Schwender (Frankeneck) – 25,01 m |
| 2019       | Christopher Milloth (Weidenthal) – 5,50 m | Frank Schwender (Frankeneck) – 10,30 m Christopher Milloth (Weidenthal) – 10,30 m (2019) | Egon Doll (Mußbach) – 10,95 m         | Frank Schwender (Frankeneck) – 25,01 m |
| 2020       | Tim Biniak (Enkenbach-Alsenborn) – 5,75 m | Frank Schwender (Frankeneck) – 10,30 m Christopher Milloth (Weidenthal) – 10,30 m (2019) | Egon Doll (Mußbach) – 10,95 m         | Frank Schwender (Frankeneck) – 25,01 m |
| 2023       | Tim Biniak (Enkenbach-Alsenborn) – 5,75 m | Marc Schlegel (Weidenthal) – 11,03 m                                                     | Egon Doll (Mußbach) – 10,95 m         | Frank Schwender (Frankeneck) – 25,01 m |
| 2024       | Tim Biniak (Enkenbach-Alsenborn) – 5,75 m | Marc Schlegel (Weidenthal) – 11,03 m                                                     | Egon Doll (Mußbach) – 10,95 m         | Frank Schwender (Frankeneck) – 25,01 m |
| 2025       | Tim Biniak (Enkenbach-Alsenborn) – 5,75 m | Marc Schlegel (Weidenthal) – 11,03 m                                                     | Egon Doll (Mußbach) – 10,95 m         | Frank Schwender (Frankeneck) – 25,01 m |

| Austragung | Hochwurf | Schleuderwurf                            | Weitwurf                                   | Gesamtleistung                              |
| ---------- | --- | ---------------------------------------- | ------------------------------------------ | ------------------------------------------- |
| 2008       | Elisabeth Heilmann (Bad Dürkheim) – 2,25 m Anna Reinhart (Bad Dürkheim) – 2,25 m Brigitte Simon (Pirmasens) – 2,25 m | Ute Kircheberger (Ludwigshafen) – 5,50 m | Elisabeth Heilmann (Bad Dürkheim) – 5,75 m | Elisabeth Heilmann (Bad Dürkheim) – 11,90 m |
| 2009       | Elisabeth Heilmann (Bad Dürkheim) – 2,50 m Karin Mucha-Rybinski (Carlsberg) – 2,50 m                                 | Ute Kircheberger (Ludwigshafen) – 5,50 m | Elisabeth Heilmann (Bad Dürkheim) – 5,75 m | Elisabeth Heilmann (Bad Dürkheim) – 12,30 m |
| 2010       | Anna Reinhart (Bad Dürkheim) – 3,75 m                                                                                | Ute Kircheberger (Ludwigshafen) – 5,50 m | Anna Reinhart (Bad Dürkheim) – 6,10 m      | Anna Reinhart (Bad Dürkheim) – 14,35 m      |
| 2011       | Anna Reinhart (Bad Dürkheim) – 3,75 m                                                                                | Ute Kircheberger (Ludwigshafen) – 5,50 m | Anna Reinhart (Bad Dürkheim) – 6,10 m      | Uschi Schlenz (Königsbach) – 14,45 m        |
| 2012       | Anna Reinhart (Bad Dürkheim) – 3,75 m                                                                                | Ute Kircheberger (Ludwigshafen) – 5,50 m | Anna Reinhart (Bad Dürkheim) – 6,10 m      | Uschi Schlenz (Königsbach) – 14,45 m        |
| 2013       | Anna Reinhart (Bad Dürkheim) – 3,75 m                                                                                | Ute Kircheberger (Ludwigshafen) – 5,50 m | Anna Reinhart (Bad Dürkheim) – 6,10 m      | Uschi Schlenz (Königsbach) – 14,45 m        |
| 2014       | Anna Reinhart (Bad Dürkheim) – 3,75 m                                                                                | Ute Kircheberger (Ludwigshafen) – 5,50 m | Anna Reinhart (Bad Dürkheim) – 6,10 m      | Uschi Schlenz (Königsbach) – 14,45 m        |
| 2015       | Anna Reinhart (Bad Dürkheim) – 3,75 m                                                                                | Sabine Deichsel (Hambach) – 6,51 m       | Anna Reinhart (Bad Dürkheim) – 6,10 m      | Uschi Schlenz (Königsbach) – 14,45 m        |
| 2016       | Anna Reinhart (Bad Dürkheim) – 3,75 m                                                                                | Cora Möbius (Wachenheim) – 6,80 m        | Anna Reinhart (Bad Dürkheim) – 6,10 m      | Cora Möbius (Wachenheim) – 15,41 m          |
| 2017       | Anna Reinhart (Bad Dürkheim) – 3,75 m                                                                                | Cora Möbius (Wachenheim) – 7,62 m        | Alexandra Köpper (Römerberg) – 7,20 m      | Alexandra Köpper (Römerberg) – 15,95 m      |
| 2018       | Anna Reinhart (Bad Dürkheim) – 3,75 m                                                                                | Cora Möbius (Wachenheim) – 7,62 m        | Alexandra Köpper (Römerberg) – 7,20 m      | Alexandra Köpper (Römerberg) – 15,95 m      |
| 2019       | Margret Klein-Raber (Siersburg) – 4,00 m                                                                             | Margret Klein-Raber (Siersburg) – 8,70 m | Margret Klein-Raber (Siersburg) – 7,50 m   | Margret Klein-Raber (Siersburg) – 20,20 m   |
| 2020       | Margret Klein-Raber (Siersburg) – 4,00 m                                                                             | Margret Klein-Raber (Siersburg) – 8,70 m | Margret Klein-Raber (Siersburg) – 7,50 m   | Margret Klein-Raber (Siersburg) – 20,20 m   |
| 2023       | Margret Klein-Raber (Siersburg) – 4,00 m                                                                             | Margret Klein-Raber (Siersburg) – 8,70 m | Margret Klein-Raber (Siersburg) – 7,50 m   | Margret Klein-Raber (Siersburg) – 20,20 m   |
| 2024       | Margret Klein-Raber (Siersburg) – 4,00 m                                                                             | Margret Klein-Raber (Siersburg) – 8,70 m | Margret Klein-Raber (Siersburg) – 8,51 m   | Margret Klein-Raber (Siersburg) – 20,20 m   |
| 2025       | Margret Klein-Raber (Siersburg) – 4,00 m                                                                             | Margret Klein-Raber (Siersburg) – 8,70 m | Margret Klein-Raber (Siersburg) – 8,51 m   | Margret Klein-Raber (Siersburg) – 20,20 m   |